# Órmos Navarínou
Órmos Navarínou är en vik i Grekland vid staden Pylos.  Den ligger i regionen Peloponnesos, i den södra delen av landet, 210 km sydväst om huvudstaden Aten.